# 판교 공연장 환풍구 붕괴 사고
판교 공연장 환풍구 붕괴 사고는 2014년 10월 17일 경기도 성남시 분당구 삼평동 판교테크노밸리의 야외 공연장 인근 지하주차장 환풍구 덮개가 무너져 일부 관람객이 추락한 사고이다.

## 사고
사고 당일 해당 야외광장에서 개최된 '2014년 제1회 판교테크노밸리축제'로 유명 가수들의 축하 공연이 진행될 예정이었다. 사고는 오후 5시 53분경, 첫 순서인 걸그룹 포미닛의 공연 도중 유스페이스 주차장과 연결된 환풍구 덮개가 무너지면서 발생했으며, 덮개 위에서 공연을 보던 관람객 27명이 약 20m(6층 높이) 아래 유스페이스 주차장 환풍구 바닥으로 추락했다. 환풍구 바닥에는 길이 1.2미터의 스파이크 수십 개가 설치되어 있어 피해가 더욱 컸다. 이 사고로 16명이 사망하고 11명이 부상을 입었다.
사고 원인은 공연을 잘 보기 위해 환풍구 위로 한꺼번에 여러 사람이 올라선 것이며, 덮개가 무게(설계하중)를 견디지 못해 무너진 것으로 추정된다. 이 사건의 수사를 맡은 경기지방경찰청 수사본부는 10월 23일 환풍구 시공업체 관계자 등을 불러 조사하였다. 경찰은 부실시공과 불량자재 사용 여부를 밝혀내는 데 주력하였고, 시공업체와 납품업체 관계자 및 유스페이스 건물 시공사인 포스코건설, 설계와 감리를 진행한 건축사무소 관계자 등 5명을 추가로 출국금지 조치하여 사건과 관련된 11명을 출국금지하였다.
사고 다음 날인 10월 18일, 판교테크노밸리축제의 안전대책을 계획한 경기과학기술진흥원 담당자가 숨진 채 발견되었다.

## 사고 현장
사고현장 환풍구 총 넓이가 15m2로 1500kg/m2 즉, 65kg 성인 기준 23명의 무게를 견딜 수 있는 것이다. 환풍구 붕괴 사고가 발생한 유스페이스2 건물이 5차례에 걸쳐 시설물 정기점검을 받았지만 '이상 없다'는 판정을 받았으며, 환풍구는 당시 점검리스트에 없는 것으로 밝혀졌다.

## 주최자 논란
당시 현수막에는 경기도·성남시·경기과학기술진흥원 주최. 이데일리TV 주관이라고 써 있었다. 경기도와 성남시는 명의가 도용되었다고 밝혔고 이데일리는 도용한 적이 없다고 주장했다. 이재명 성남시장은 이에 대해 "성남시는 언론사 지위를 이용한 이데일리 측의 특혜청탁(부지요구, 건물요구, 문화행사 공동개최요구, 3000만 원 협찬 요구)"을 모두 거절했다고 밝혔다.

## 후속 조치
2015년 1월 22일 분당경찰서는 행사 주관자를 포함하여 사고에 책임이 있는 17명을 입건하여 검찰에 송치했다. 경찰의 수사결과 사고현장의 환풍구는 시공면허가 없는 자재납품업체가 설치를 맡았던 것으로 밝혀졌다. 3월 23일 수원지검 성남지청은 안전의무를 소홀히 한 혐의로 행사 대행업체 총괄이사를 포함하여 모두 13명을 기소했다.
2014년 11월 신성범 새누리당 의원 등이 공연법 일부개정법률안을 발의했고, 법안은 이듬해 4월 30일 대한민국 국회를 통과했다. 이 개정안은 공연시설 운영자가 공연장 등록, 안전검사, 재해방지계획 등을 의무적으로 마련해야 하는 내용을 담고 있다.
2015년 2월 6일 행사 주관자인 경기과학기술진흥원과 (주)이데일리는 보상금 지급 방법에 대하여 경기도의 중재하에 합의를 마쳤다.